# Râul Șupan
Râul Șupan sau Râul Șopan este un curs de apă, afluent al râului Trotuș.